# Богухвала (Ліпновський повіт)
Богухвала (пол. Boguchwała, нім. Gottlob) — село в Польщі, у гміні Скемпе Ліпновського повіту Куявсько-Поморського воєводства.
Населення — 175 осіб (2011).
У 1975-1998 роках село належало до Влоцлавського воєводства.

## Демографія
Демографічна структура станом на 31 березня 2011 року:
|          | Загалом | Допрацездатний вік | Працездатний вік | Постпрацездатний вік |
| -------- | ------- | ------------------ | ---------------- | -------------------- |
| Чоловіки | 87      | 27                 | 52               | 8                    |
| Жінки    | 88      | 26                 | 41               | 21                   |
| Разом    | 175     | 53                 | 93               | 29                   |